# Cratere Grainger
Grainger  è un cratere sulla superficie di Mercurio.